# Пак Чіньон
Пак Чіньон (кор. 박진영, 朴軫永, англ. Park Jin-young; нар. 13 грудня 1971), також відомий як J. Y. Park або JYP (укр. Джей Вай Пі), — південнокорейський виконавець, композитор і музичний продюсер. Засновник і керівник JYP Entertainment — агентства з пошуку талантів та однієї з найбільших звукозаписувальних компаній Південної Кореї.
Його найвідоміші пісні як виконавця — «Don't Leave Me», «Elevator», «She Was Pretty», «Honey», «Kiss», «Your House». На власному лейблі JYP Entertainment він продюсує таких K-pop виконавців як 2AM, 2PM, Got7, Day6 miss A, 15&, TWICE, Wonder Girls, Itzy, Nmixx, Stray Kids, Xdinary Heroes, а також Mandopop гурт Boy Story та J-pop гурт NiziU.

## Дискографія

### Студійні альбоми
| Назва                               | Деталі альбому                                                                                | Пікові позиції у чартах | Продажі                    |
| Назва                               | Деталі альбому                                                                                | KOR                     | Продажі                    |
| ----------------------------------- | --------------------------------------------------------------------------------------------- | ----------------------- | -------------------------- |
| Blue City                           | - Реліз: 1 вересня 1994 - Лейбл: Orange Popular, Cheil Communications - Формат: CD, касета    | Нема даних              | Нема даних                 |
| Tantara (딴따라)                    | - Реліз: 1 вересня 1995 - Лейбл: Orange Popular, Cheil Communications - Formats: CD, cassette | Нема даних              | Нема даних                 |
| Summer Jingle Bell                  | - Реліз: 2 травня 1997 - Лейбл: Orange Popular, Samsung Music - Формат: CD, касета            | Нема даних              | Нема даних                 |
| Even After 10 Years (십년이 지나도) | - Реліз: 2 січня 1998 - Лейбл: Orange Popular, Samsung Music - Формат: CD, касета             | Нема даних              | Нема даних                 |
| Kiss Me                             | - Реліз: 23 грудня 1998 - Лейбл: Orange Popular, Samsung Music - Формат: CD, касета           | 3                       | - Південна Корея: 266,327+ |
| Game                                | - Реліз: 7 червня 2001 - Лейбл: JYP Entertainment, Daeyoung AV - Формат: CD, касета           | 2                       | - Південна Корея: 383,200+ |
| Back To Stage                       | - Реліз: 16 листопад 2007 - Лейбл: JYP Entertainment, Seoul Records - Формат: CD              | 6                       | - Південна Корея: 34,571+  |
| Дані до 1999 року недоступні.       |                                                                                               |                         |                            |

### Збірки
| Назва          | Деталі альбому                                                                        | Пікові позиції у чартах | Продажі          |
| Назва          | Деталі альбому                                                                        | JPN                     | Продажі          |
| -------------- | ------------------------------------------------------------------------------------- | ----------------------- | ---------------- |
| J.Y. Park Best | - Реліз: 7 жовтня 2020 - Лейбл: Epic Records Japan - Формат: CD, цифрове завантаження | 11                      | - Японія: 10,186 |